# Bad Dudes Vs. DragonNinja
Bad Dudes Vs. DragonNinja, ou plus simplement Bad Dudes (Japon : DragonNinja (ドラゴンニンジャ) est un jeu vidéo d'arcade de type beat them all, développé par Data East et sorti en 1988.